# Ludwig von Mises

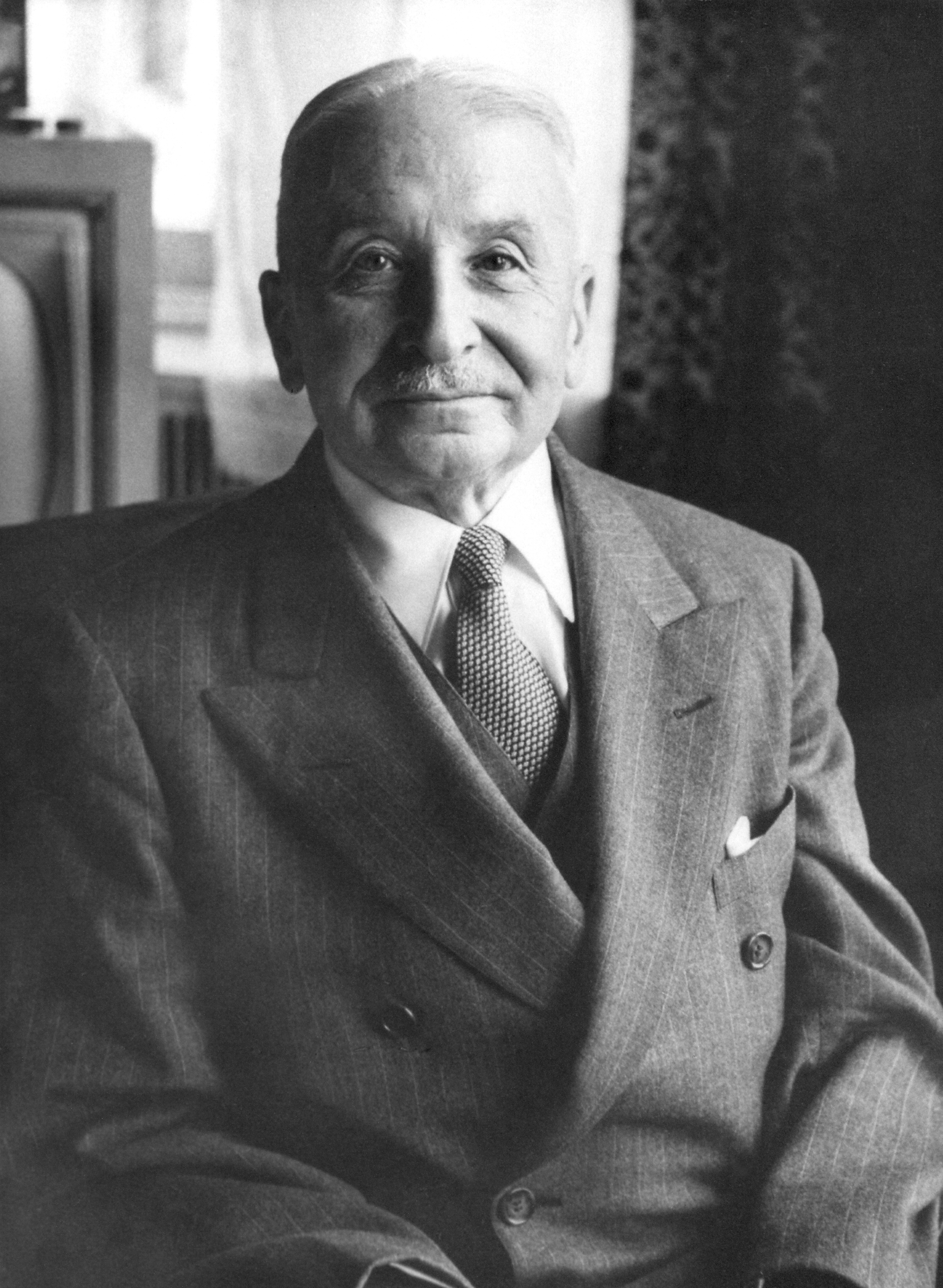
Ludwig von Mises

Ludwig Heinrich von Mises (Lemberg, 29 september 1881 – New York, 10 oktober 1973) was een Oostenrijks econoom en filosoof. Hij is dé proponent van de Oostenrijkse School in de 20e eeuw. Murray Rothbard, Israel Kirzner en Friedrich von Hayek waren discipelen van hem.

## Leven
Ludwig Edler von Mises werd in 1881 geboren in het Habsburgse Lemberg, het huidige Lviv in Oekraïne. Zijn vader, Arthur Edler von Mises, was een ingenieur bij een spoorwegmaatschappij en ambtenaar. Adele Landua was zijn moeder. Hij had twee jongere broers, Karl (die op jonge leeftijd al overleed), en Richard, die een grote bijdrage geleverd heeft aan de ontwikkeling van de mechanica en wiskunde.
Al vroeg verhuisden de Von Mises naar Wenen. In 1892 begon hij met een opleiding aan het Akademisches Gymnasium, waar hij bevriend raakte met Hans Kelsen. Daarna, in 1900, begon hij te studeren aan de faculteit Recht en Bestuurskunde van de Weense universiteit. Daar was hij in zijn beginjaren een exponent van de historische school, maar na het lezen van Carl Mengers Grundsätze der Volkswirtschaftslehre (grondslagen van de economie) en het bijwonen van seminars van de oud-minister van financiën Eugen von Böhm-Bawerk veranderden zijn opvattingen aanzienlijk. In 1906 verkreeg hij een doctoraat in recht en economie.
In 1909 begon hij te werken voor de Oostenrijkse kamer van koophandel, die in die tijd een grote invloed kon uitoefenen op de regering. Hij zou daar uiteindelijk tot 1938 blijven werken. Tijdens de Eerste Wereldoorlog was Von Mises officier bij de Habsburgse artillerie en tevens economisch adviseur bij het oorlogsdepartement. Zijn ervaringen aan het front hebben bijgedragen aan zijn latere afkeer tegen het staatssocialisme. In het interbellum was hij een van de weinige Duitstalige intellectuelen die het klassiek-liberalisme bepleitten.
Von Mises betrok in 1934 een leerstoel (internationale economische relaties) bij het Institut Universitaire des Hautes Études Internationales in Genève, Zwitserland. Hij trouwde daar in 1938 met Margit Serény Herzfeld, moeder van auteur Gitta Serény. De jood Von Mises emigreerde in 1940 naar New York in de Verenigde Staten, om in 1946 het Amerikaans staatsburgerschap te aanvaarden. Hij heeft nooit een betaalde academische positie kunnen bekleden: ook bij New York University was hij slechts een visiting professor. Hij heeft wel veel werk als adviseur gehad, onder meer bij het National Bureau of Economic Research en de Foundation for Economic Education.

## Bijdragen en invloed in de economie
Von Mises schreef en gaf veel lezingen namens het klassiek liberalisme. In zijn magnum opus Human Action nam Von Mises de praxeologie over als een algemeen conceptueel fundament van de sociale wetenschappen en zette hij zijn methodologische benadering van de economie uiteen.
Von Mises was voorstander van economisch non-interventionisme en hij was een anti-imperialist. Hij verwees naar de Eerste Wereldoorlog als zo'n keerpunt in de menselijke geschiedenis en schreef dat "oorlog angstiger en destructiever is geworden dan ooit tevoren omdat het nu gevoerd wordt met alle middelen van de hoogontwikkelde techniek die de vrije economie heeft gecreëerd. De burgerlijke beschaving heeft spoorwegen en elektriciteitscentrales gebouwd, explosieven en vliegtuigen uitgevonden om rijkdom te creëren. Het imperialisme heeft het gereedschap van de vrede in dienst gesteld van de vernietiging. Met moderne middelen zou het gemakkelijk zijn om de mensheid in één klap uit te roeien."
In 1920 introduceerde Von Mises in een artikel zijn economisch calculatieprobleem als kritiek op socialismen die gebaseerd zijn op planeconomieën en afzien van het prijsmechanisme. In zijn eerste artikel "Economic Calculation in the Socialist Commonwealth" beschrijft Von Mises de aard van het prijssysteem onder het kapitalisme en beschrijft hij hoe individuele subjectieve waarden worden vertaald in de objectieve informatie die nodig is voor een rationele toewijzing van middelen in de maatschappij. Von Mises betoogde dat de prijssystemen in socialistische economieën noodzakelijkerwijs gebrekkig waren omdat, als een publieke entiteit alle productiemiddelen bezat, er geen rationele prijzen konden worden verkregen voor kapitaalgoederen, omdat ze slechts interne overdrachten van goederen waren en geen "ruilobjecten", in tegenstelling tot eindgoederen. Daarom waren ze niet geprijsd, en daarom zou het systeem noodzakelijkerwijs irrationeel zijn, omdat de centrale planners niet zouden weten hoe ze de beschikbare middelen efficiënt moesten toewijzen. Hij schreef dat "rationele economische activiteit onmogelijk is in een socialistisch gemenebest". Von Mises ontwikkelde zijn kritiek op het socialisme verder in zijn boek Socialism: An Economic and Sociological Analysis, waarin hij stelde dat het marktprijssysteem een uitdrukking is van praxeologie en niet kan worden gerepliceerd door enige vorm van bureaucratie.
In zijn boek The Anti-Capitalistic Mentality uit 1956 onderzocht Von Mises het Amerikaanse socialisme en ging hij in op de intellectuele oppositie tegen de vrije markt. Von Mises stelde dat deze intellectuelen te afkerig stonden tegenover de noodzaak van het omgaan met de massale vraag, die volgens hem noodzakelijk is voor grote bedrijven om te kunnen floreren.
Vrienden en studenten van Von Mises in Europa waren onder andere Wilhelm Röpke en Alfred Müller-Armack (adviseurs van de Duitse kanselier Ludwig Erhard), Jacques Rueff (monetair adviseur van Charles de Gaulle), Gottfried Haberler (later een professor aan Harvard), Lord Robbins (van de London School of Economics), de Italiaanse president Luigi Einaudi, en Leonid Hurwicz, ontvanger van de 2007 Nobelprijs voor Economische Wetenschappen. Econoom en politiek theoreticus Friedrich Hayek leerde Von Mises voor het eerst kennen toen hij als zijn ondergeschikte werkte op een overheidsbureau dat zich bezighield met de schulden van Oostenrijk na de Eerste Wereldoorlog. Tijdens een toast op Von Mises op een feestje in 1956, zei Hayek: "Ik heb hem leren kennen als een van de best opgeleide en geïnformeerde mannen die ik ooit heb gekend". Von Mises' seminaries in Wenen stimuleerden een levendige discussie onder de gevestigde economen daar. De bijeenkomsten werden ook bezocht door andere belangrijke economen die toevallig door Wenen reisden.
Op zijn seminarie aan de New York University en op informele bijeenkomsten in zijn appartement, trok Von Mises studenten van universiteiten en middelbare scholen aan die van zijn Europese reputatie hadden gehoord. Ze luisterden terwijl hij zorgvuldig voorbereide lezingen gaf aan de hand van aantekeningen. Onder degenen die zijn informele seminarie in de loop van twee decennia in New York bijwoonden waren: Israel Kirzner, Hans Sennholz, Ralph Raico, Leonard Liggio, George Reisman en Murray Rothbard. Het werk van Von Mises beïnvloedde ook andere Amerikanen, waaronder Benjamin Anderson, Leonard Read, Henry Hazlitt, Max Eastman, rechtsgeleerde Sylvester J. Petro en romanschrijfster Ayn Rand.

## Receptie

### Discussies over de argumenten van Von Mises
Economisch historicus Bruce Caldwell schreef dat in het midden van de 20e eeuw, met de opkomst van het positivisme en het Keynesianisme, Von Mises door velen werd beschouwd als de "archetypische 'onwetenschappelijke' econoom". In een recensie van 1957 van zijn boek The Anti-Capitalistic Mentality, zei The Economist over Von Mises: "Professor von Mises heeft een prachtige analytische geest en een bewonderenswaardige passie voor vrijheid; maar als student van de menselijke natuur is hij slechter dan nietig en als debater is hij van de Hyde Park standaard". De conservatieve commentator Whittaker Chambers publiceerde een soortgelijke negatieve recensie van dat boek in de National Review, waarin hij stelde dat Von Mises' stelling dat antikapitalistisch sentiment geworteld was in "afgunst" het "know-nothing conservatisme" belichaamde op zijn "know-nothingest".
Scott Scheall noemde de econoom Terence Hutchison "de meest hardnekkige criticus van Von Mises' apriorisme", te beginnen met Hutchisons boek The Significance and Basic Postulates of Economic Theory uit 1938 en in latere publicaties zoals zijn boek The Politics and Philosophy of Economics uit 1981: Marxians, Keynesians, and Austrians. Scheall merkte op dat Friedrich Hayek, later in zijn leven (na de dood van Von Mises), ook bedenkingen uitte over Von Mises' apriorisme, zoals in een interview uit 1978 waarin Hayek zei dat hij "nooit het ... bijna achttiende-eeuwse rationalisme in zijn [Von Mises'] argument kon accepteren".
In een interview uit 1978 zei Hayek over Von Mises' boek Socialisme:
In het begin vonden we allemaal dat hij vreselijk overdreef en zelfs een beledigende toon aansloeg. Zie je, hij kwetste al onze diepste gevoelens, maar geleidelijk aan won hij ons voor zich, hoewel ik lange tijd - ik leerde gewoon dat hij meestal gelijk had in zijn conclusies, maar ik was niet helemaal tevreden met zijn argumentatie.
Econoom Milton Friedman vond Von Mises star in zijn denken, maar voegde eraan toe dat het moeilijke leven van Von Mises en zijn gebrek aan acceptatie door de academische wereld waarschijnlijk de boosdoeners waren:
Het verhaal dat ik me het best herinner gebeurde op de eerste Mont Pelerin bijeenkomst toen hij opstond en zei: "Jullie zijn allemaal een stelletje socialisten." We hadden het over de verdeling van inkomen en of je progressieve inkomstenbelastingen zou moeten hebben. Sommige mensen daar waren van mening dat er een rechtvaardiging voor zou kunnen zijn. Een andere gelegenheid is even veelzeggend: Fritz Machlup was een student van Von Mises, een van zijn trouwste discipelen. Op een van de Mont Pelerin bijeenkomsten gaf Machlup een lezing waarin hij, geloof ik, het idee van een gouden standaard in twijfel trok; hij gaf een pleidooi voor zwevende wisselkoersen. Von Mises was zo kwaad dat hij drie jaar lang niet met Machlup wilde spreken. Sommige mensen moesten hen weer bij elkaar brengen. Het is moeilijk te begrijpen; je kunt het enigszins begrijpen door rekening te houden met hoe mensen zoals Von Mises vervolgd werden in hun leven.
De econoom Murray Rothbard, die onder Von Mises studeerde, was het ermee eens dat hij compromisloos was, maar bestrijdt berichten over zijn agressiviteit. In zijn woorden was Von Mises "ongelooflijk lief, voortdurend op zoek naar onderzoeksprojecten voor studenten om te doen, onophoudelijk hoffelijk, en nooit bitter" over de discriminatie die hij kreeg van het economische establishment van zijn tijd.
Na Von Mises' dood citeerde zijn weduwe Margit een passage die hij over Benjamin Anderson had geschreven. Ze zei dat het Von Mises' eigen persoonlijkheid het beste beschreef:
Zijn meest eminente kwaliteiten waren zijn onbuigzame eerlijkheid en zijn onwrikbare oprechtheid. Hij gaf nooit toe. Hij sprak altijd vrij uit wat hij als waar beschouwde. Als hij bereid was geweest om zijn kritiek op populaire, maar onverantwoord beleid te onderdrukken of alleen maar af te zwakken, zouden hem de meest invloedrijke posities en ambten zijn aangeboden. Maar hij sloot nooit compromissen.

## Beknopte bibliografie
- Theorie des Geldes und der Umlaufmittel (1912)
- Die Gemeinwirtschaft (1922)
- Liberalismus (1927)
- Grundprobleme der Nationalökonomie (1933)
- Nationalökonomie (1940)
- Die Bürokratie (1944)
- Human Action (1949)
- Theory and History: An Interpretation of Social and Economic Evolution (1957)
- Het menselijk handelen: een economische verhandeling (2016), Amsterdam: Stichting Pierson & Templeton, ISBN 9789082480405

## Denktanks
Er zijn een paar denktanks vernoemd naar Ludwig von Mises:
- Ludwig von Mises Institute, Auburn, Alabama, Verenigde Staten
- Ludwig von Mises Instituut Nederland (http://mises.nl/)
- Ludwig von Mises Institute Europe, Brussel, België
- Institutul Ludwig von Mises - România, Boekarest, Roemenië

- Base de données des élites suisses: 81008
- Bibsys: 90080981
- Biblioteca Nacional de España: XX4430978
- Bibliothèque nationale de France: cb11928674d (data)
- Catàleg d'autoritats de noms i títols de Catalunya: 981058514952306706
- CiNii: DA00366170
- Gemeinsame Normdatei: 118582747
- International Standard Name Identifier: 0000 0001 2124 4547
- Library of Congress Control Number: n79097308
- Nationale Bibliotheek van Letland: 000031324
- Mathematics Genealogy Project: 200008
- Bibliotheek van het Japanse parlement: 00459884
- Nationale Bibliotheek van Tsjechië: skuk0000884
- Nationale bibliotheek van Australië: 35584369
- Nationale Bibliotheek van Israël: 987007302345805171
- Nationale Bibliotheek van Polen: a0000001721667
- Nationale en Universitaire bibliotheek Zagreb: 000536902
- Nederlandse Thesaurus van Auteursnamen: 068613326
- Réseau des bibliothèques de Suisse occidentale: 02-A003598562
- Istituto Centrale per il Catalogo Unico: CFIV076620
- LIBRIS: 250081
- SNAC: w6b85wbt
- Système universitaire de documentation: 027190161
- Trove: 1004095
- Virtual International Authority File: 24609186
- WorldCat: E39PBJrryHqhV969GFHd7KcwYP